# Тарзан 2
„Тарзан 2“ (на английски: Tarzan II) е американски анимационен филм от 2005 г. Базиран е на книгата „Тарзан при маймуните“ от Едгар Райс Бъроуз и е продължение е на „Тарзан“ (1999). Филмът излиза на екран от 14 юни 2005 г.

## Синхронен дублаж

### Ролите озвучават
| Роля       | Изпълнител        |
| ---------- | ----------------- |
| Тарзан     | Николай Сугарев   |
| Зугор      | Антон Радичев     |
| Уто        | Ангел Георгиев    |
| Каго       | Николай Пърлев    |
| Мама Ганда | Слава Рачева      |
| Кала       | Лидия Вълкова     |
| Керчак     | Димитър Герасимов |
| Търк       | Василка Сугарева  |
| Тантор     | Христо Михайлов   |

### Други гласове
| Ваня Иванова     |
| Петя Абаджиева   |
| Светлана Смолева |
| Георги Николов   |
| Илия Иванов      |
| Крум Бояджиев    |
| Павел Павлов     |

### Хор
| Джулия Бочева       |
| Моника Ярабанова    |
| Велизар Софранов    |
| Георги Николов      |
| Антоанета Георгиева |
| Венцислава Стоилова |
| Емилия Иванова      |
| Цветомира Михайлова |
| Боян Михайлов       |
| Ненчо Балабанов     |
| Теодор Койчинов     |
| Тодор Георгиев      |

### Песни
| Песен                                 | Изпълнява   |
| ------------------------------------- | ----------- |
| „Силен мъж“ „Отново сам“ „Кой съм аз“ | Стамен Янев |

### Българска версия
| Обработка                            | Александра Аудио                            |
| ------------------------------------ | ------------------------------------------- |
| Режисьор на дублажа                  | Ваня Иванова                                |
| Преводач                             | Венета Янкова                               |
| Музикален режисьор Превод на песните | Десислава Софранова                         |
| Музикален асистент                   | Цветомира Михайлова                         |
| Тонрежисьор на записа                | Петър Костов                                |
| Творчески ръководител                | Венета Янкова                               |
| Продуцент на българската версия      | Disney Character Voices International, Inc. |